# خایمه گومس
خایمه گومس (اسپانیایی: Jaime Gómez‎; ۲۹ دسامبر ۱۹۲۹ – ۴ مهٔ ۲۰۰۸) بازیکن فوتبال اهل مکزیک بود.
از باشگاه‌هایی که در آن بازی کرده‌است می‌توان به باشگاه فوتبال گوادالاخارا و باشگاه فوتبال مونتری اشاره کرد.
وی همچنین در تیم ملی فوتبال مکزیک بازی کرده‌است.